# Herbert Pixner

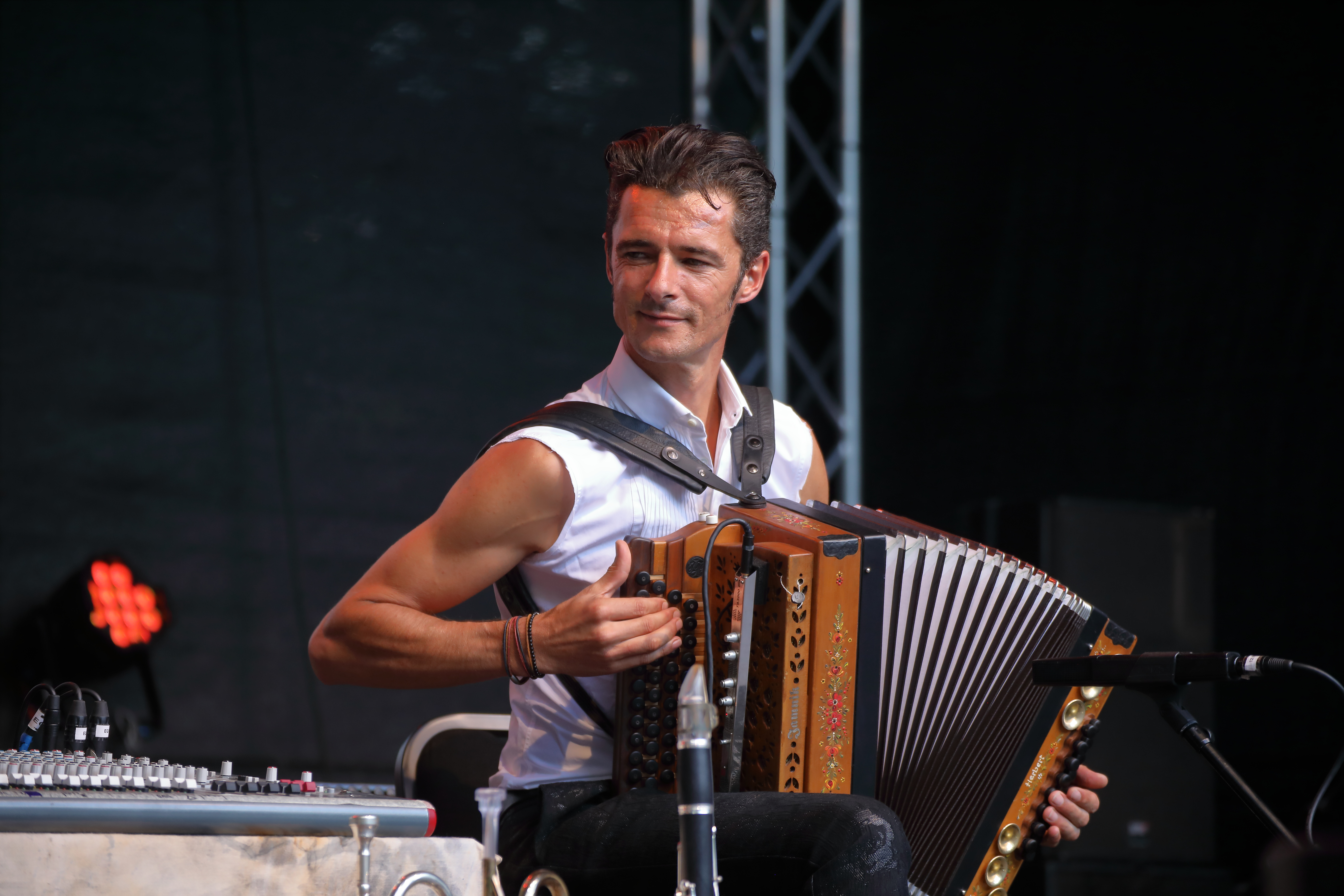
Herbert Pixner auf dem Rudolstadt-Festival 2019

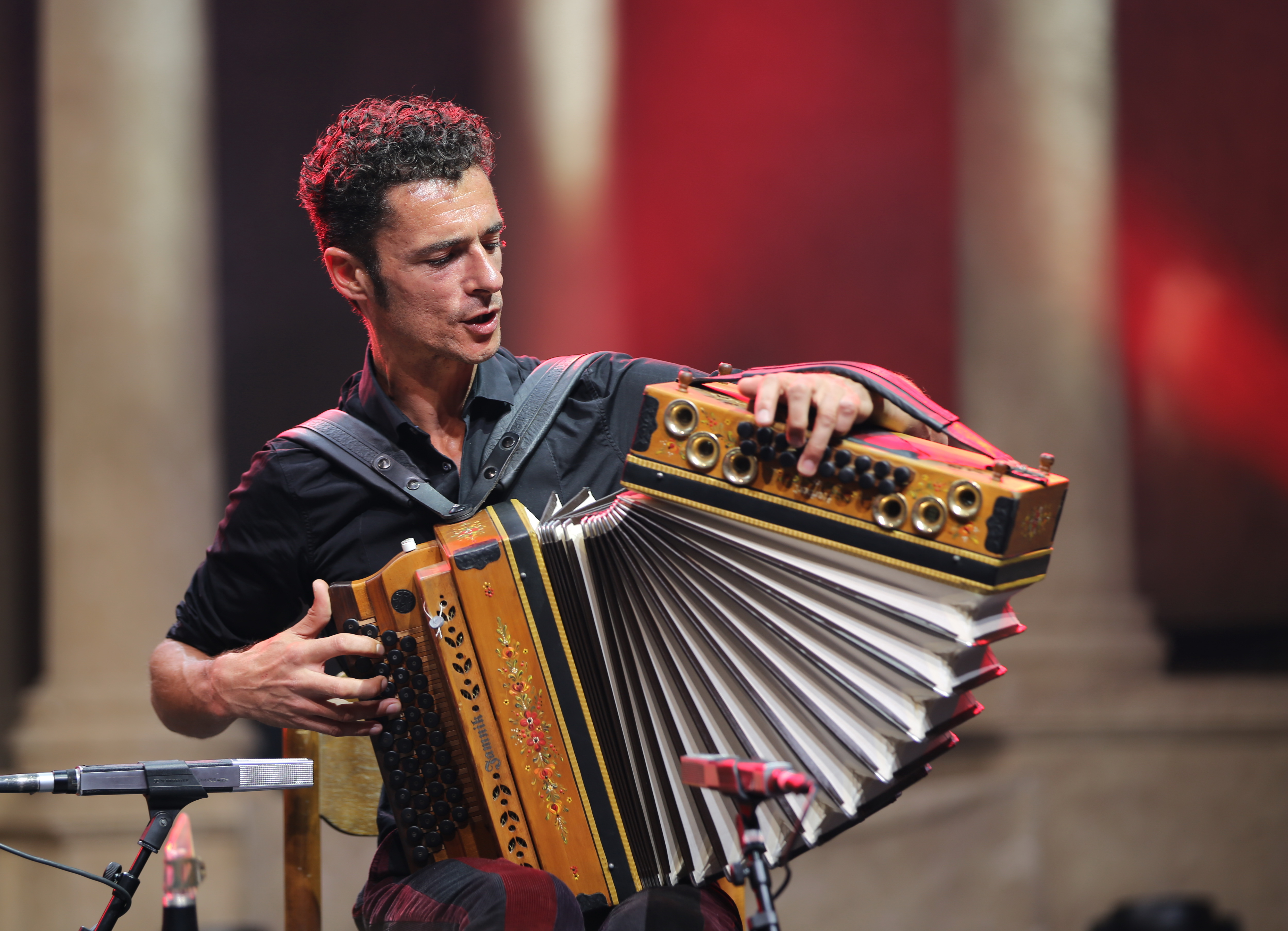
Auf dem Heimatsound-Festival 2016

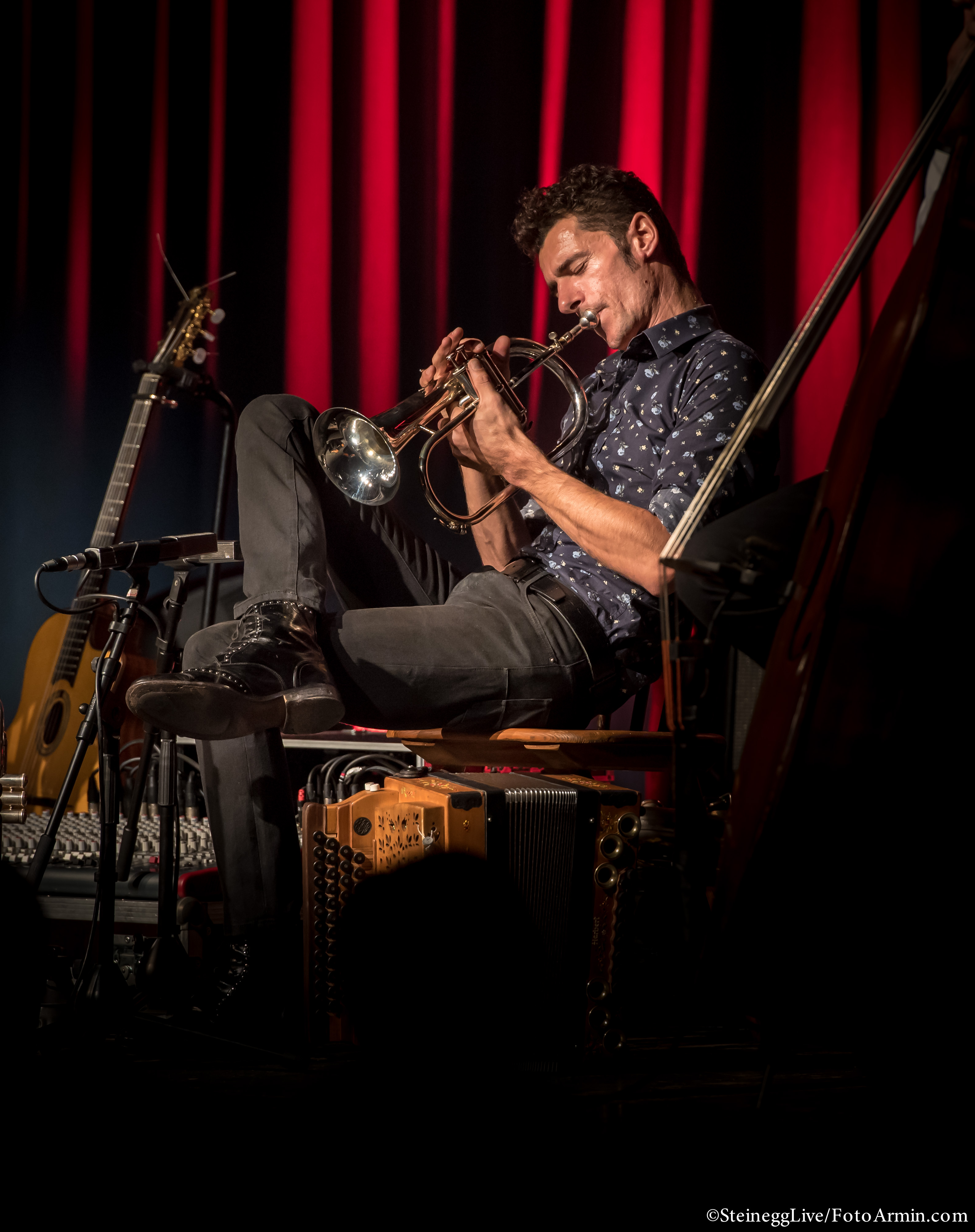
Herbert Pixner beim Steinegg Live Festival 2016

Herbert Pixner (* 11. Oktober 1975 in Meran) ist ein Südtiroler Musiker, Komponist und Musikproduzent.

## Leben
Pixner wuchs mit fünf Geschwistern auf einem Bergbauernhof in Walten in Passeier (Südtirol) auf. Ab 1986 lernte er Klarinette und Schlagzeug an der Musikschule und ab 1991 autodidaktisch Diatonische Harmonika. Im Laufe der Zeit folgten weitere Holz- und Blechblasinstrumente (z. B. Flügelhorn, Trompete und Tuba) sowie Saxophon und diverse Perkussionsinstrumente.
Von 1989 bis 1992 absolvierte er die Lehre als Tischler und war als Referent für Steirische Harmonika und Klarinette bei verschiedenen Volksmusikseminaren im gesamten Alpenraum tätig. 1995 begann er ein Studium am Kärntner Landeskonservatorium, Studienrichtung Instrumental-Gesangspädagogik (IGP), Steirische Harmonika und Klarinette, das er jedoch 2000 zum letzten Semester abbrach. Von 1995 bis 2006 arbeitete er daneben als Musiklehrer für Steirische Harmonika am Institut für Musikerziehung in Südtirol.
Von 1998 bis 2010 war er freier Mitarbeiter beim Sender Rai Südtirol und arbeitete dort als Rundfunk- und Fernsehmoderator. In den Jahren von 1995 bis 2010 verbrachte er die Sommermonate als Senner auf verschiedenen Almen in der Schweiz und in Südtirol. Er lebte und arbeitete von 2011 bis 2019 in Innsbruck, dann verlegte er seinen Wohn- und Firmensitz nach Gnadenwald in Tirol. Hier betreibt er seit 2020 sein eigenes Tonstudio unter dem Namen Gnadenlos-Studio.

## Karriere
Im Jahr 2000 ging Pixner für drei Monate als Barmusiker nach Vail (Colorado).
Pixner gründete diverse Musikgruppen in verschiedenen Genres, von Volksmusik über Jazz bis Klassik und zeitgenössischer Musik. Es kam zu verschiedenen Konzerten und Einspielungen diverser CD- und Rundfunkaufnahmen, bei denen er sowohl als Solist als auch mit verschiedenen Gruppen und Vertretern diverser Stilrichtungen im In- und Ausland agierte. Davon zeugen z. B. die Zusammenarbeit und Aufnahmen mit Kurt Ostbahn, Manou Manouche, Symphonic Winds, Joe Smith Band, Maximilian Geller, Restless Leg Syndrome, Tobias Moretti, Hubert von Goisern, André Heller, den Berliner Symphonikern, dem Tonkünstler-Orchester und vielen anderen. Eine musikalische Zusammenarbeit kam auch mit zeitgenössischen Komponisten wie Manuela Kerer und Eduard Demetz zustande.
Mit Heidi Pixner, Manuel Randi und Werner Unterlercher bildet er seit 2005 das Herbert Pixner Projekt, mit dem es seither intensive Konzerttourneen gibt. Davon zeugen Konzerte in Konzerthäusern wie der Elbphilharmonie in Hamburg, dem Wiener Konzerthaus, der Philharmonie München, Berlin und Köln, dem Festspielhaus Salzburg und Bregenz und verschiedenen anderen renommierten Konzerthäusern und Festivals. Von 2009 bis 2020 spielte das Herbert Pixner Projekt mehr als 1.500 Konzerte.

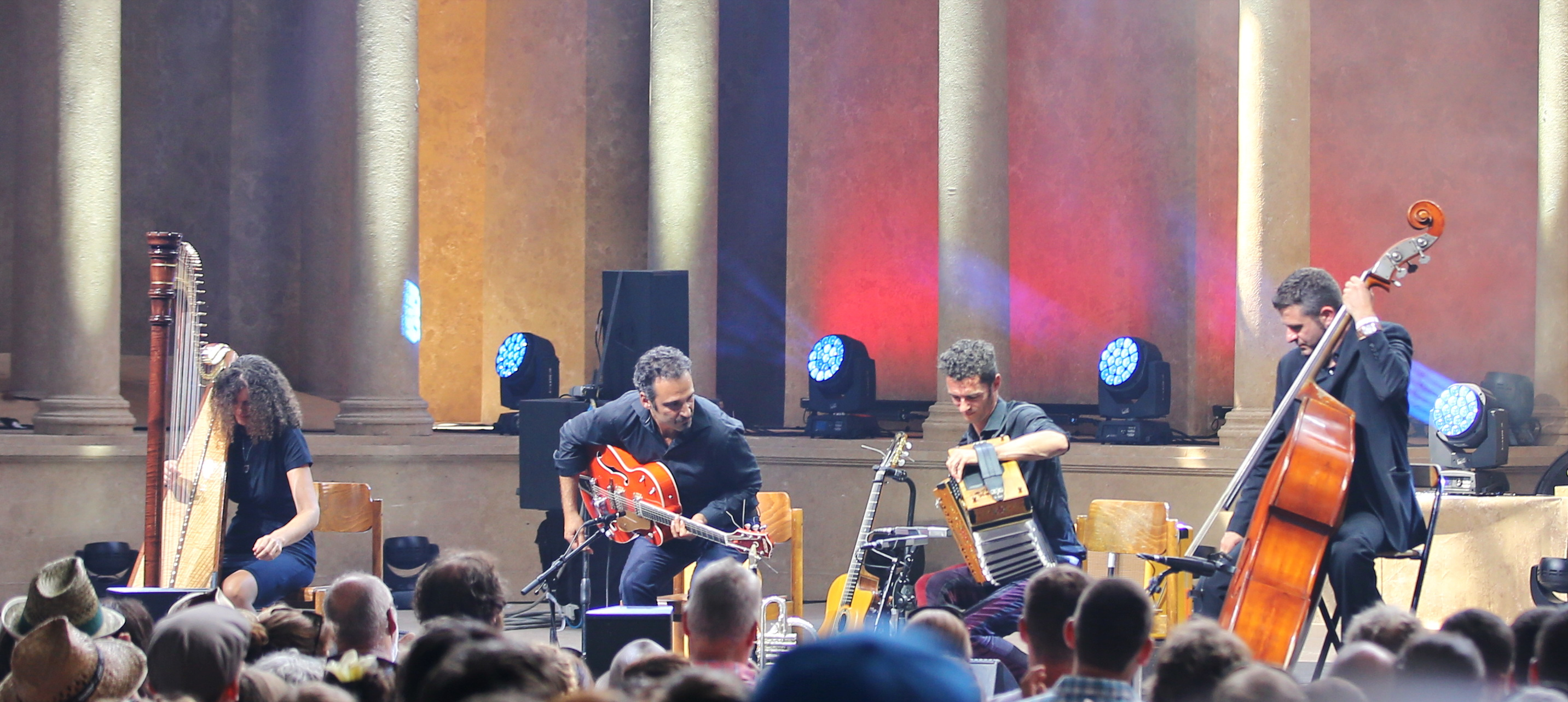
Herbert Pixner Projekt 2016 (Heidi Pixner, Manuel Randi, Herbert Pixner und Werner Unterlercher)

Von 2007 bis 2010 ergaben sich verschiedene volksmusikalische Projekte und Konzerte mit dem Vokalensemble Schnittpunktvokal aus Kärnten. 2008 schuf er Auftragskompositionen für die Bürgerkapelle von Untermais für Steirische Harmonika und das Blasorchester Diatonika mit der Uraufführung im Meraner Kurhaus. Des Weiteren kam es zu Theater- und Kabarettproduktionen mit Charly Rabanser, Dietmar Gamper, Susan Ladez, Karlheinz Macek, Leo Ploner und anderen. 2008 erhielt er außerdem einen Preis als Nachwuchskünstler der Hanns-Seidel-Stiftung.
Ab 2008 folgten verschiedene Theater- und Kabarett-Premieren der Theaterstücke Der Froschmensch, Die Nebel von Südtirol und Stirb langsam, Brandner! von Dietmar Gamper, bei denen Herbert Pixner als Musiker und Schauspieler auf der Bühne stand. In Zusammenarbeit mit dem Saxophonisten Maximilian Geller spielte er zwei CDs in München ein. Von 2009 bis 2010 arbeitete Pixner mit an einem zeitgenössischen Tanzprojekt (Selina und Selin ancor) mit Tänzerin Evelin Stadler in Südtirol und Frankfurt sowie als Intendant der Internationalen Fuchsseefestspiele im Ridnauntal. 2011 wurde er mit dem „Stern“ der Münchner Abendzeitung ausgezeichnet für seine Verdienste um die Weiterentwicklung der traditionellen alpenländischen Volksmusik. 2017 und 2019 war Herbert Pixner in der Sparte Blues / Jazz / World für den Amadeus Austrian Music Award nominiert, 2022 in der Sparte „Live Act des Jahres“.
2012 übernahm Pixner die musikalische Leitung des Festivals Vertikal-Horizontal in Neukirchen am Großvenediger. 2013 erhielt er den Auftrag als Intendant des Musikfestivals in Spielberg in der Steiermark. Seit 2014 ist er Chef des eigenen Labels Three Saints Records, unter dem seither alle CD- und Vinyl-Aufnahmen mit dem Herbert Pixner Projekt veröffentlicht werden.
Er war außerdem von 2015 bis 2017 mit der pixner productions gmbh Produzent der Fernsehsendung Pixner’s BACKstage für Servus TV zusammen mit der Südtiroler Produktionsfirma Ammira.
Mit Manuel Randi, Alex Trebo, Mario Punzi, Max Castlunger, Marco Stagni und Martin Resch gründete Pixner 2018 die Band Italo Connection. 2019 erschien das erste Album Herbert Pixner & The Italo Connection – LIVE inklusive einem Roadmovie von Christoph Franceschini und Mauro Podini.
Im Herbst 2019 spielt das Herbert Pixner Projekt zusammen mit den Berliner Symphonikern die Symphonic-Alps-Tour. Das gleichnamige Live-Album zu dieser Tour erschien im Herbst 2020 unter dem Label Three Saints Records.
Im Frühjahr 2021 spielte das Herbert Pixner Projekt zusammen mit dem Tonkünstler-Orchester das Studioalbum Symphonic Alps | plugged in im Festspielhaus St. Pölten ein. Gleichzeitig wurde dieses Konzert unter der Regie von Christoph Franceschini und der Produktionsleitung von Herbert Pixner als Konzertfilm aufgezeichnet.
2021 gründete Herbert Pixner mit Thomas Gansch, Manu Delago, dem radio.string.quartett und dem Bassist Lukas Kranzelbinder das Projekt Alpen & Glühen. Das neue Album zu diesem Projekt wurde im November 2021 im gnadenlos-Studio von Herbert Pixner aufgezeichnet und produziert und erschien im Mai 2022. Europatouren gab es 2022 und 2023.
2022 veröffentlichte Herbert Pixner mit Ernst Molden, Ursula Strauss, Maria Petrova und Manuel Randi ein Album mit neu vertonten Sagen und Mythen aus den Alpen ein.
Im Juli 2022 veröffentlichte das Herbert Pixner Projekt das Album SCHÏAN!.
2023 kuratierte und moderierte Herbert Pixner das neue Musikformat Pixners Jamsession für ORF1. Weiters komponierte Herbert Pixner die Filmmusik für die sechsteilige Fernsehserie Himmel, Hergott, Sakrament! unter der Regie von Franz Xaver Bogner.
2024 spielte das Herbert Pixner Projekt erstmals zusammen mit der Philharmonie Salzburg und großem Chor das Programm Symphonic Alps mit 300 beteiligten Musikern und Sängern auf der Bühne des großen Festspielhauses in Salzburg.

Herbert Pixner Projekt 2024

Im Juli 2024 veröffentlichte das Herbert Pixner Projekt das Album From the Dark Side of the Alps. Eine Tour mit neuem Programm und neuer Besetzung folgte im gleichen Jahr in Österreich, Deutschland, Schweiz und Italien.

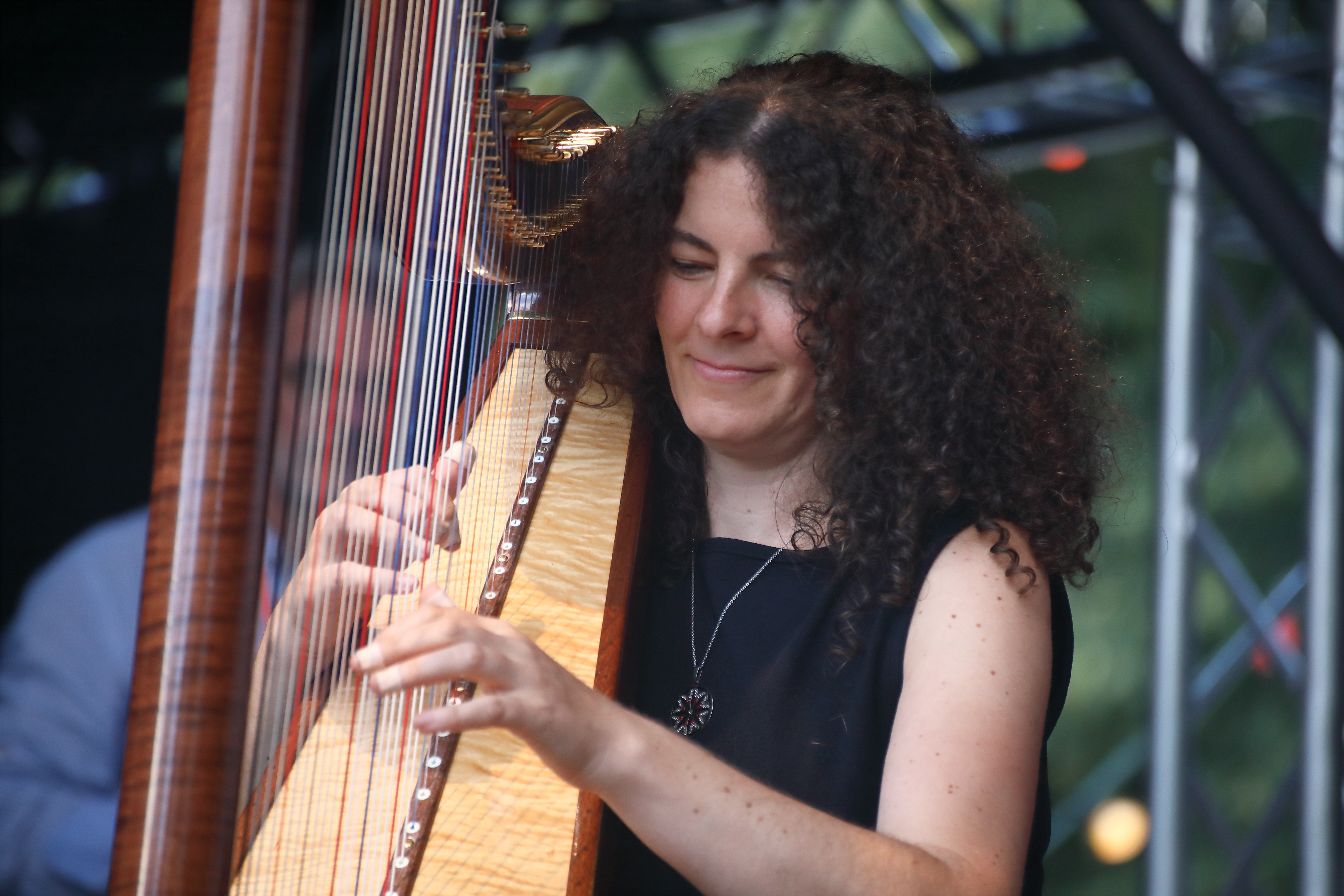
Heidi Pixner
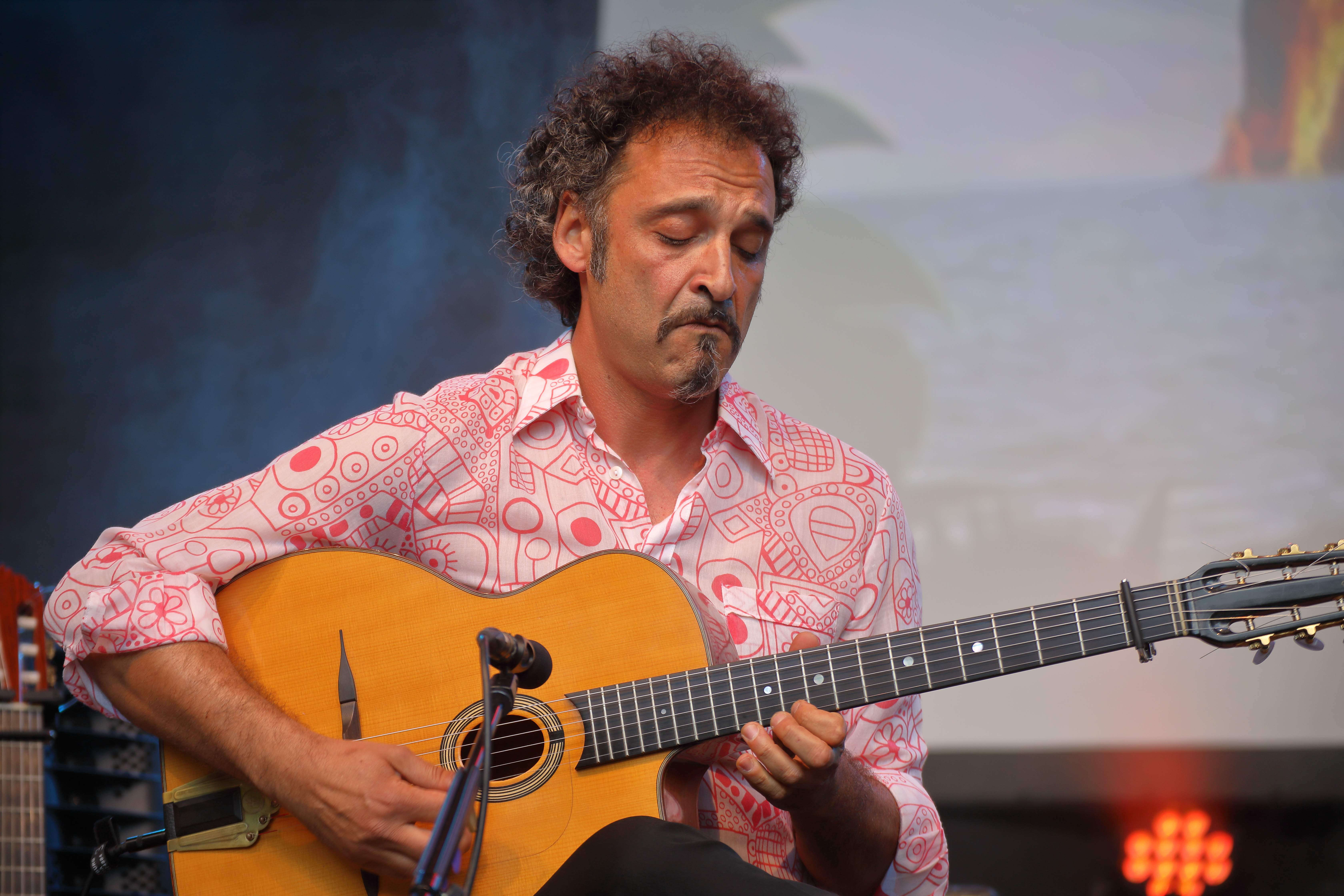
Manuel Randi
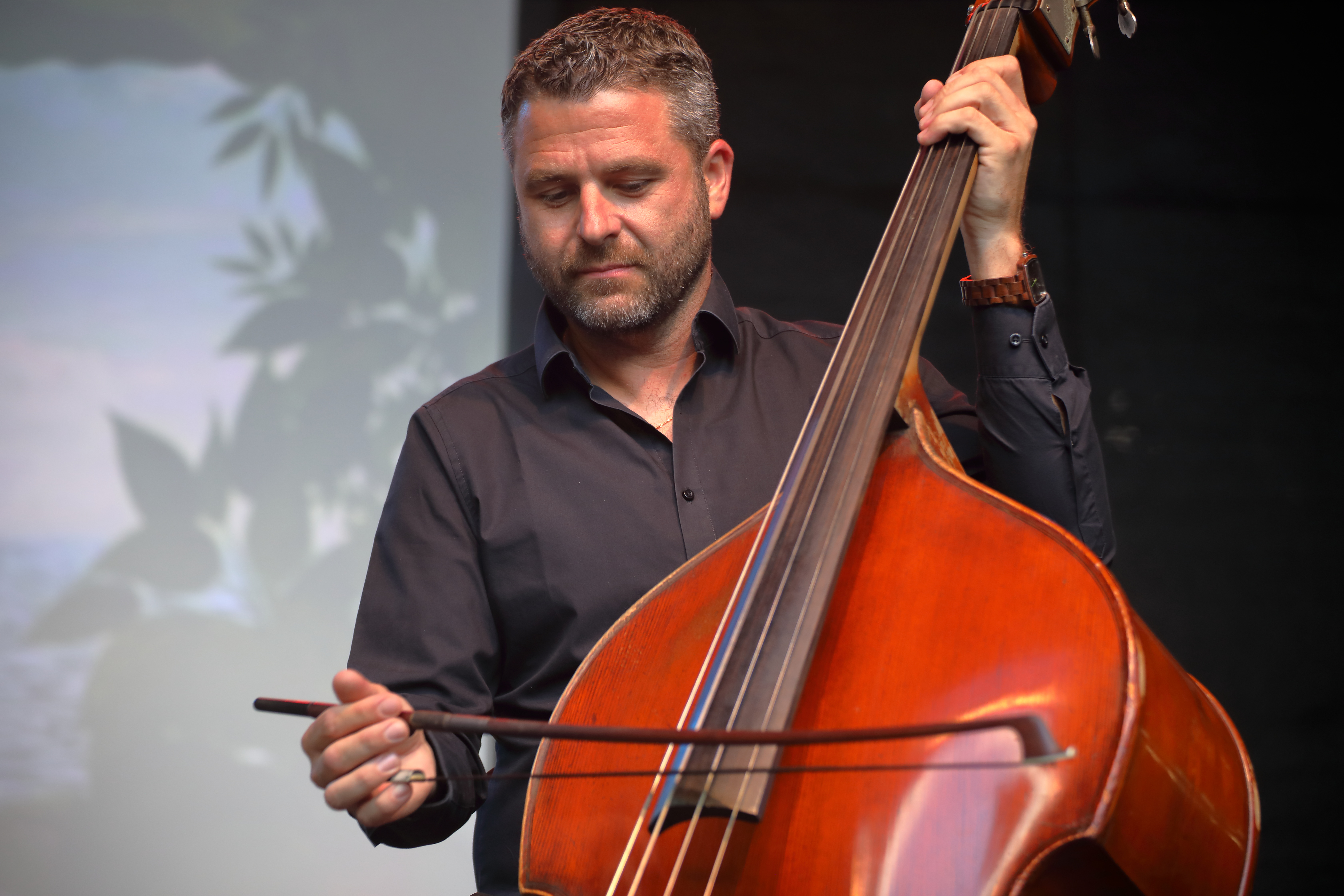
Werner Unterlercher

## Diskografie
| Jahr | Titel                            | Höchstplatzierung, Gesamtwochen, AuszeichnungChartplatzierungen (Jahr, Titel, Platzierungen, Wochen, Auszeichnungen, Anmerkungen) | Höchstplatzierung, Gesamtwochen, AuszeichnungChartplatzierungen (Jahr, Titel, Platzierungen, Wochen, Auszeichnungen, Anmerkungen) | Anmerkungen                                                                                |
| Jahr | Titel                            | DE | AT | Anmerkungen                                                                                |
| ---- | -------------------------------- | --- | --- | ------------------------------------------------------------------------------------------ |
| 2005 | Blus’n auf!                      | — | AT— GoldAT |                                                                                            |
| 2010 | bauern_tschäss – Power’n Jazz    | — | AT— GoldAT | Erstveröffentlichung: 8. Februar 2010                                                      |
| 2012 | Na und?!                         | — | AT— GoldAT | Erstveröffentlichung: 1. Februar 2012                                                      |
| 2013 | Live im Konzerthaus in Wien 2013 | — | AT— GoldAT | Erstveröffentlichung: 15. März 2013                                                        |
| 2014 | Quattro                          | — | AT— PlatinAT |                                                                                            |
| 2015 | Schnee von gestern               | — | AT68 (1 Wo.)AT | Erstveröffentlichung: 20. Oktober 2015 mit Charly Rabanser                                 |
| 2016 | Summer                           | — | AT63 Platin · (3 Wo.)AT | Erstveröffentlichung: 14. Juni 2016                                                        |
| 2017 | Live on Tour                     | — | AT38 Platin · (6 Wo.)AT | Erstveröffentlichung: 23. Februar 2017                                                     |
| 2017 | Volksmusik!                      | — | AT— PlatinAT | Erstveröffentlichung: 1. September 2017                                                    |
| 2018 | Lost Elysion                     | DE84 (1 Wo.)DE | AT11 Platin · (10 Wo.)AT | Erstveröffentlichung: 27. Juli 2018                                                        |
| 2020 | Symphonic Alps Live              | — | AT26 Gold · (8 Wo.)AT | Erstveröffentlichung: 25. September 2020 Herbert Pixner Projekt meets Berliner Symphoniker |
| 2022 | Schian!                          | DE50 (1 Wo.)DE | AT6 Platin · (15 Wo.)AT | Erstveröffentlichung: 29. Juli 2022                                                        |
| 2022 | Oame Söö                         | — | AT18 (3 Wo.)AT | mit Ernst Molden, Ursula Strauss, Maria Petrova & Manuel Randi                             |
| 2024 | From the Dark Side of the Alps   | — | AT5 (21 Wo.)AT | Erstveröffentlichung: 19. Juli 2024                                                        |

Weitere Alben
- 2002: Frischgepresst
- 2004: Frischgepresst II
- 2006: Tauern Quartett und Südtiroler Tanzlmusig
- 2007: Frohes Fest!
- 2011: Jubiläumsfahrt (Südtiroler Tanzlmusig)
- 2012: Alpenrosen (Max Geller’s Alpenrosen)
- 2013: Alpenglühen (Max Geller’s Alpenrosen)
- 2020: Herbert Pixner & The Italo Connection – Live (2 CDs und 1 DVD, Mitschnitte der Tour 2019)
- 2021: Tonkünstler-Orchester: Symphonic Alps plugged in

### Videoalben
- 2021: Flecknersee Open Air 2019